# Alex Morse
Alex B. Morse (sinh ngày 29 tháng 1 năm 1989) là thị trưởng Holyoke, Massachusetts thứ 44 từ năm 2021 đến năm 2021. Vào ngày 8 tháng 11 năm 2011, ông được bầu làm thị trưởng trẻ nhất của Holyoke ở tuổi 22, đánh bại Thị trưởng đương nhiệm Elaine Pluta. Ông được bầu lại ba lần và hiện đang phục vụ nhiệm kỳ bốn năm đầu tiên với tư cách là thị trưởng của thành phố.
Thành viên Đảng Dân chủ, Morse là thị trưởng đương nhiệm đầu tiên ở Khối thịnh vượng chung tán thành việc hợp pháp hóa cần sa trong một sáng kiến bỏ phiếu năm 2016, một ngành mà ông đã tìm cách thúc đẩy trong nền kinh tế của Holyoke, song song với các công ty khởi nghiệp công nghệ thông tin.
Vào tháng 7 năm 2019, Morse tuyên bố ra tranh cử tại Quốc hội ở khu vực quốc hội số 1 của Massachusetts.

## Đời tư
Năm 2012, Morse được xếp hạng #9 trong danh sách 100 cử nhân đủ điều kiện nhất của tạp chí Out, và một lần nữa vào năm 2013 xếp hạng #66. Đáp lại, Morse nói "Tôi muốn cảm ơn tạp chí Out vì sự công nhận của họ. Luôn luôn tích cực khi thấy Holyoke nổi bật trong các ấn phẩm quốc gia."
Sau lần tái đắc cử đầu tiên, Morse được thuê vào năm 2014 với tư cách là giảng viên khoa học chính trị tại Đại học Massachusetts Amherst.
Tạp chí Forbes có tên Morse trong danh sách Luật & Chính sách 30 Under 30 năm 2019 của họ, trích dẫn "các sáng kiến của ông bao gồm cung cấp nơi ẩn náu cho người Puerto Rico bị bão Maria di dời, khuyến khích các doanh nghiệp cần sa hợp pháp và khôi phục trung tâm thành phố."